# Julius Wallot
Julius Wallot (* 6. August 1876 in Oppenheim; † 31. März 1960 in Waldenburg (Württemberg)) war ein deutscher Physiker.

## Leben
Wallot studierte Physik in Würzburg und an anderen Universitäten. 1899 wurde er Assistent von Wilhelm Conrad Röntgen. 1902 wurde er in München bei Röntgen mit der Arbeit Die Verwendung des Aragoschen Keilcompensators zur Messung der Brechungsexponenten von Flüssigkeiten (eine Art Babinetscher Kompensator) promoviert. Von 1902 bis 1904 oder 1906 war er Dozent am Telegraphen-Versuchsamt in Berlin unter Karl Strecker. 1909 erhielt er in Stuttgart seine Habilitation für Physik. 1913 ging er an die Bergakademie Clausthal, an der er 1921 Professor für Physik wurde. Ab 1922 arbeitete er im Zentrallaboratorium der Siemens & Halske Wernerwerke in Berlin bis zu seiner Pensionierung. Von 1922 an erstellte er eine Schreibweise physikalischer Gleichungen als Größengleichungen. Von 1924 bis 1928 erstellte er in Aufsätzen die ersten umfassenden Darstellungen der Vierpoltheorie.
1928 wurde er als Privatdozent an der TH Berlin zugelassen und dort 1929 zum nichtbeamteten Professor ernannt. Ab 1929 war er Vorsteher des Elektrotechnischen Vereins (ETV) zu Berlin. Von 1930 bis 1955 war er auch Vorsitzender des Ausschusses für Einheiten und Formelgrößen (AEF), seit etwa 1950 im damaligen Deutschen Normenausschuss, seit 1975 DIN. 1932 trat er von Clausthal zur TH Berlin über. 1939 gab er die Lehrtätigkeit an der TH Berlin „wegen der Neuordnung der Verhältnisse der Dozenten“ aus eigenem Entschluss auf. 1945 ging er in Pension. Von 1946 bis 1948 hielt er Vorlesungen an der TH Karlsruhe, wo er 1947 Honorarprofessor wurde. Er gehörte dem Verein Deutscher Ingenieure (VDI) mit der Mitgliedsnummer 481546 an.
Auf Wallot gehen die Begriffe Zahlenwertgleichung, Größengleichung und Zugeschnittene Größengleichung zurück. Sie werden in der Norm DIN 1313 „Physikalische Größen und Gleichungen“ (Erstausgabe 1931: „Schreibweise physikalischer Gleichungen“) behandelt.

## Schriften (Auswahl)
- Theorie der Schwachstromtechnik. 4. Aufl. Springer, Berlin 1944 (EA Berlin 1932) (Einführung des Kernwiderstandes in Vierpoltheorie).
- Einführung in die Theorie der Schwachstromtechnik. 5. Aufl. Springer, Berlin 1948 (EA Berlin 1932)
- Grössengleichungen, Einheiten und Dimensionen. Barth, Leipzig 1953.
- Die Verwendung des Aragoschen Keilcompensators. Zur Messung der Brechungsexponenten von Flüssigkeiten. Barth, Leipzig 1902 (zugl. Dissertation, Universität München 1902).

## Ehrungen
- 1937: Siemens-Stephan-Gedenkplatte[4]
- 1952: Ehrendoktor der Technischen Hochschule Stuttgart[4]
- 1959: Goldener Ehrenring des Deutschen Normenausschusses[4]